# Brasso Manuel Junction
Brasso Manuel Junction es una localidad de Trinidad y Tobago, que forma parte de la región de Couva-Tabaquite-Talparo.

## Geografía
La localidad abarca parte de la isla Trinidad y limita al norte con Flanagin Town y Brasso Tamana al sur con Guaracara y Tabaquite al este con Brasso Tamana y Tabaquite y al oeste con Brasso Caparo Village, Pepper Village y Guaracara.

## Demografía
Datos demográficos de la localidad de Brasso Manuel Junction:
| Gráfica de evolución demográfica de Brasso Manuel Junction entre 2000 y 2011 |
|                                                                              |